# Cañón del Sil

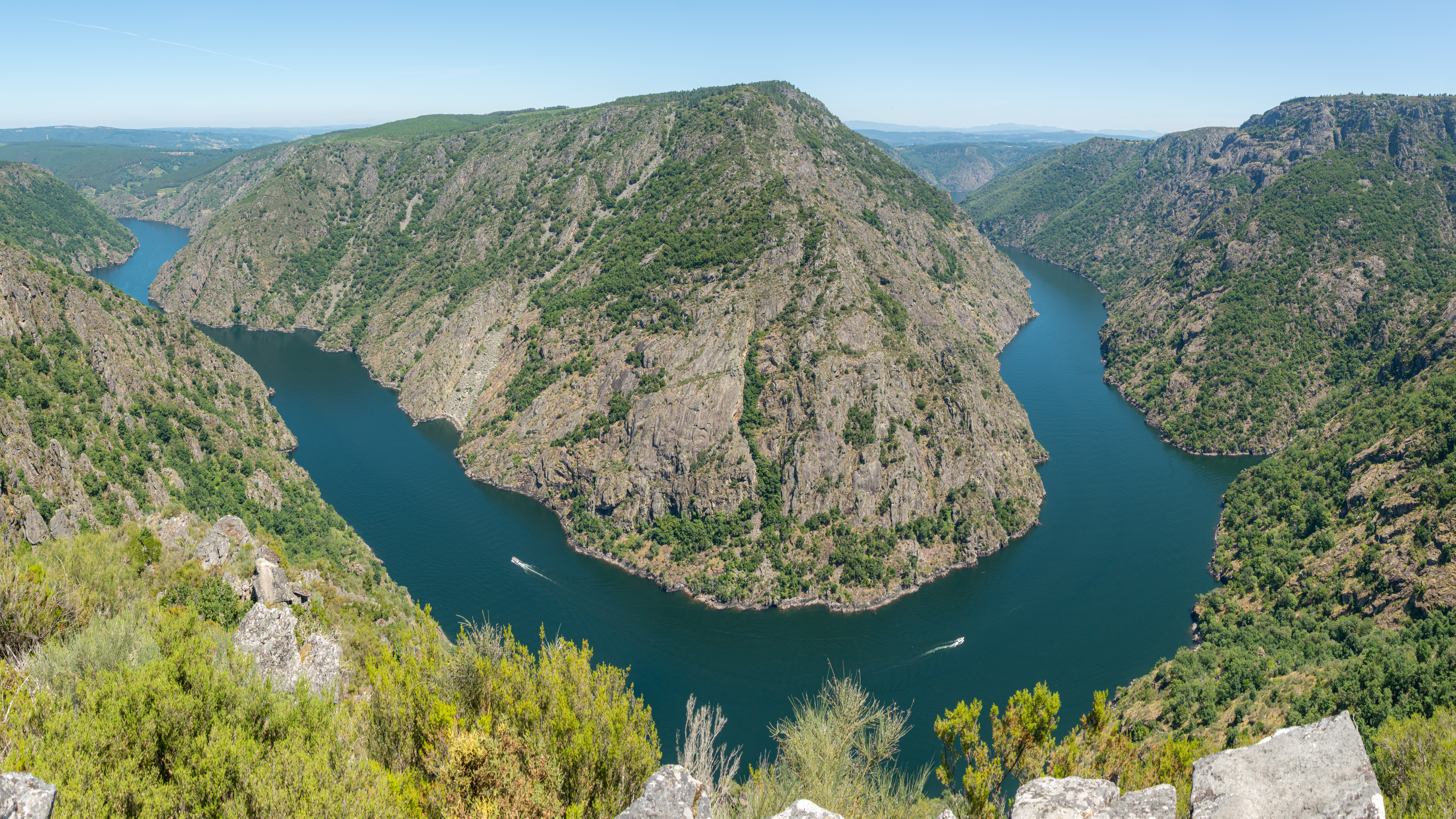
Desde el mirador de Vilouxe.

El Cañón del Sil (en gallego: Canón do Sil) es una garganta excavada por el río Sil, en Galicia (España), cerca de la unión de este con el río Miño, en la zona de la Ribeira Sacra. El Cañón del Sil ejerce de frontera natural entre las provincias de Orense y Lugo e incluye los municipios de Nogueira de Ramuín, Pantón, Parada de Sil y Sober, con una superficie de 5961,49 hectáreas.
El cañón, que está catalogado como LIC, se puede recorrer en catamarán, desde el cual se pueden apreciar espectaculares reflejos del paisaje en el agua y también sus desniveles, de más de 500 metros en algunos puntos, y con pendientes de más de 50 grados, a veces casi verticales. En las paredes que formen los cañones encontramos viñas de la Denominación de Origen Ribeira Sacra que llegan hasta el agua.
Está cortado por varios embalses, que abastecen de agua y electricidad a buena parte de la población y alrededores.

## Características

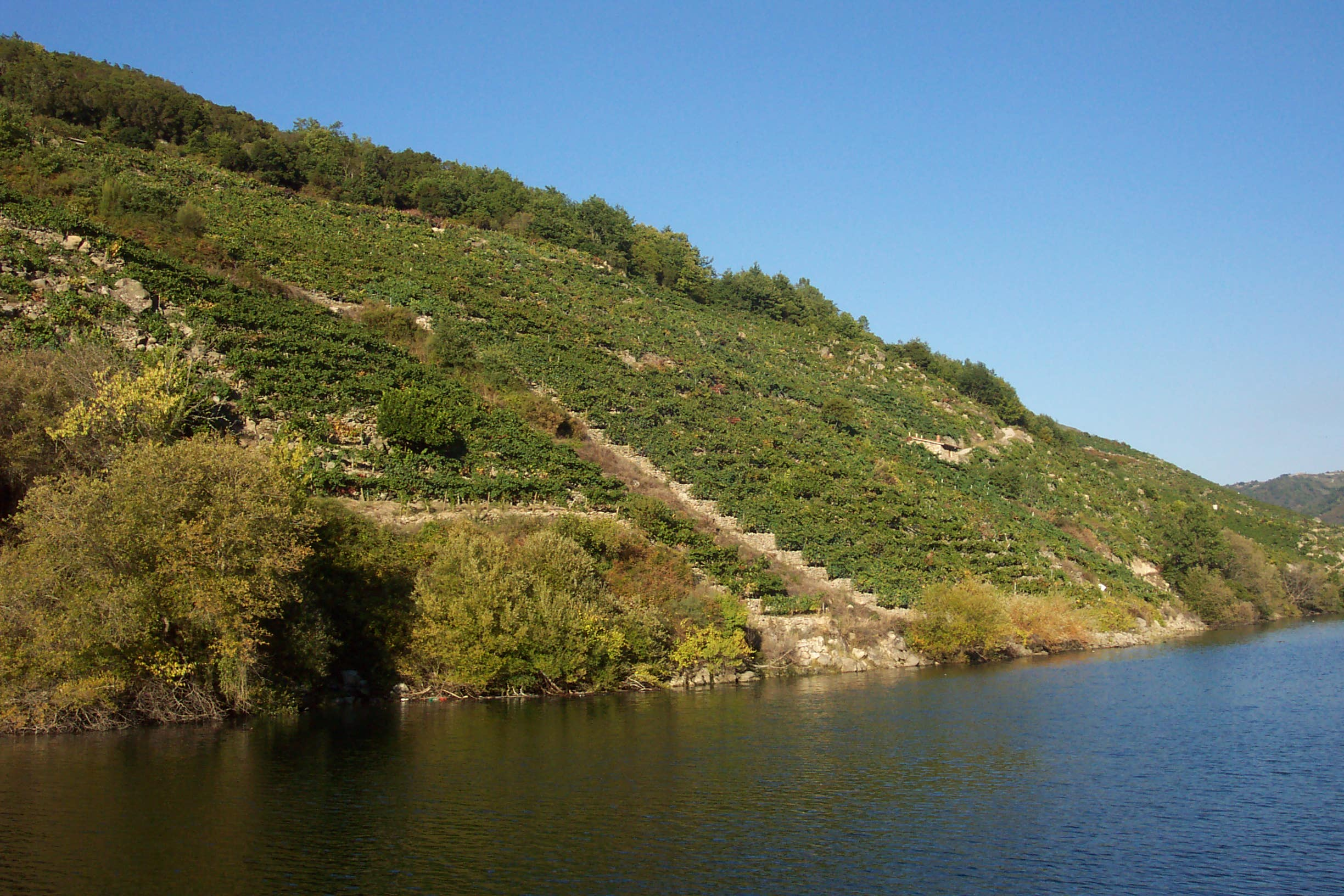
Viñedos en el Cañón del Sil.

Su clima también experimenta variaciones importantes, mostrando su condición mediterránea-húmeda en las laderas del cañón o atlántica-húmeda en las partes más sombreadas, como en sus bosques de ribera.
Las laderas de la margen derecha se llenan de luz solar hacia el mediodía, por lo que se utilizan principalmente para el cultivo de la vid en terrazas. Los bosques climáticos están compuestos principalmente por omphalodes (Omphalodes nitida), madroños (Arbutus unedo), brezos blancos (Erica arborea) y piornos (Genista falcata). También abundan los árboles típicamente ribereños propios de este clima, como abedules (Betula pubescens), castaños (Castanea sativa) y avellanos (Coryllus avellana).
En las aguas del Sil predominan tres especies de peces: la trucha (Salmo trutta fario), el escualo (Squalius carolitertii) y el pez gato (Gasterosteus aculeatus). También existe una gran variedad de reptiles y anfibios en cuanto a fauna, entre ellos la rana ibérica (Rana iberica), la salamandra común (Salamandra salamandra), la culebra de agua de collar (Natrix natrix) y el lagarto arbustivo (Psammodromus algirus). El número y variedad de aves es aún más interesante, con algunas como el cormorán cariblanco (Phalacrocorax carbo), o numerosas rapaces como el águila culebrera (Circaetus gallicus) o el halcón peregrino (Falco peregrinus).
Mamíferos como el murciélago lanudo (Myotis emarginatus), la gineta (Genetta genetta) o el gato montés (Felis silvestris) constituyen un importante incentivo para la conservación y visita de este magnífico entorno natural.
La particular orografía de este espacio natural de más de 16.000 ha se debe al fuerte desnivel entre las aguas del Sil en Peares (109 m) y la altura máxima de Pena do Alfaiate (1.014 m). En cuanto a su geología, el Cañón del Sil tiene un origen tectónico y no fluvial único. En el Cuaternario, cuando se inició el vuelco de la penillanura, se produjeron fracturas que partieron el suelo en gigantescos bloques, formando así el cauce por el que discurre el río Sil.
A estas características hay que sumar la transformación del paisaje realizada por la mano del hombre a través del cultivo de la vid en terrazas y la construcción de grandes presas como San Esteban o San Pedro.

## Senderismo

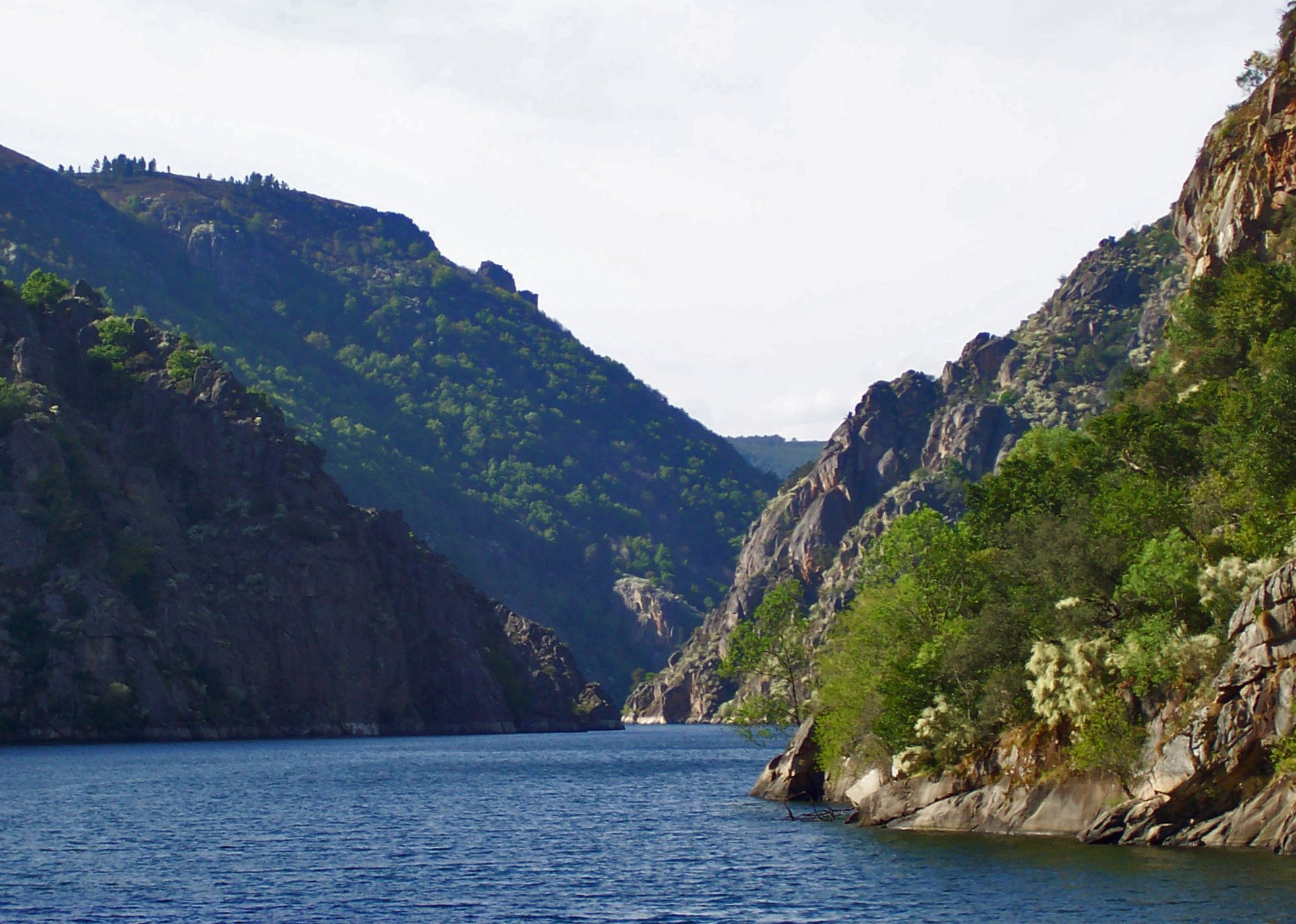
Cañón del Sil.

La ruta más completa (22 km) es la que une los monasterios de San Esteban y Santa Cristina por la orilla sur del Sil. Antiguamente, esta ruta unía San Esteban con Astorga y fue durante la Edad Media la principal línea de comunicación fluvial entre los monasterios de la "Rivoyra Sacrata", hoy en catamarán. Esta ruta pasa por unos excelentes miradores naturales sobre el cañón del Sil, como los de Alberguería, Cerreda, Vilouxe y O Coutiño, hasta llegar a la pequeña península cubierta de castaños donde se ubica el monasterio de Santa Cristina.